# Lecane donyanaensis
Lecane donyanaensis är en hjuldjursart som beskrevs av Mazuelos och Segers 1994. Lecane donyanaensis ingår i släktet Lecane och familjen Lecanidae. Inga underarter finns listade i Catalogue of Life.